# جو مارتينيز (كرة القاعدة)
جو مارتينيز (بالإنجليزية: Joe Martinez) هو لاعب كرة قاعدة أمريكي، ولد في 26 فبراير 1983 في أورانج الجنوبية ‏ في الولايات المتحدة.

## وصلات خارجية
- جو مارتينيز على موقع دوري كرة القاعدة الرئيسي (الإنجليزية)
- جو مارتينيز على موقعبيزبول رفرنس.كوم (الدوري الرئيسي) (الإنجليزية)
- جو مارتينيز على موقعبيزبول رفرنس.كوم (الدوري الثانوي) (الإنجليزية)
- جو مارتينيز على موقع إي إس بي إن.كوم (أم.أل.بي) (الإنجليزية)
- جو مارتينيز على موقع مشجعي الرسوم البيانية (الإنجليزية)